# KNVB beker 2021-2022
La KNVB Beker 2021-2022 è stata la 104ª edizione della KNVB beker di calcio, iniziata il 14 agosto 2021 e terminata il 17 aprile 2022. Il PSV ha conquistato il trofeo per la decima volta nella sua storia.

## Formula del torneo
| Turno                     | Sorteggio         | Date                 |
| ------------------------- | ----------------- | -------------------- |
| Primo turno preliminare   | 15 luglio 2021    | 14 agosto 2021       |
| Secondo turno preliminare | 19 agosto 2021    | 21-23 settembre 2021 |
| Primo Turno               | 26 settembre 2021 | 26-28 ottobre 2021   |
| Secondo Turno             | 30 ottobre 2021   | 14-16 dicembre 2021  |
| Ottavi di finale          | 18 dicembre 2021  | 18-20 gennaio 2022   |
| Quarti di Finale          | 23 gennaio 2022   | 8-10 febbraio 2022   |
| Semifinali                | 12 febbraio 2022  | 1-3 marzo 2022       |
| Finale                    | 12 febbraio 2022  | 17 aprile 2022       |

## Fase preliminare

### Primo turno preliminare
Al primo turno preliminare partecipano 24 associazioni dilettantistiche. 12 club, per sorteggio, passano direttamente al secondo turno preliminare.
| Squadra 1      | Risultato       | Squadra 2      |
| -------------- | --------------- | -------------- |
| 14 agosto 2021 |                 |                |
| Ajax Amateurs  | 2 – 1           | EVV            |
| Blauw Geel '38 | 1 – 2           | Lisse          |
| HSC '21        | 1 – 1 (9-8 dtr) | Excelsior '31  |
| Hollandia      | 1 – 5           | ACV            |
| JOS            | 1 – 5           | Ter Leede      |
| DEM            | 1 – 1 (4-5 dtr) | Sparta Nijkerk |

### Secondo turno preliminare
Al secondo turno preliminare partecipano 50 squadre: 6 vincitrici del primo turno preliminare, 12 squadre che hanno ottenuto l'esclusione dal primo turno preliminare, le 18 squadre della Tweede Divisie e 14 club dilettanti che sono stati esclusi dalla Coppa dello scorso anno a causa della pandemia di COVID-19.
| Squadra 1         | Risultato       | Squadra 2           |
| ----------------- | --------------- | ------------------- |
| 21 settembre 2021 |                 |                     |
| Achilles Veen     | 3 – 2 (dts)     | DTS Ede             |
| Ajax Amateurs     | 4 – 1           | VVSB                |
| ASWH              | 1 – 0           | HC & CV Quick       |
| Barendrecht       | 3 – 0           | SVV Scheveningen    |
| DVS '33           | 2 – 2 (4-2 dtr) | Noordwijk           |
| GOES              | 1 – 2           | DOVO                |
| GVVV              | 3 – 1 (dts)     | VVOG                |
| HHC               | 0 – 2 (dts)     | Capelle             |
| HSV Hoek          | 2 – 3           | SteDoCo             |
| IJsselmeervogels  | 3 – 1 (dts)     | Sportlust '46       |
| Katwijk           | 2 – 3           | Harkemase Boys      |
| Lisse             | 1 – 2 (dts)     | AFC                 |
| ODIN '59          | 1 – 2           | De Treffers         |
| Quick Boys        | 0 – 2           | Rijnsburgse Boys    |
| Sparta Nijkerk    | 2 – 0 (dts)     | VV Sliedrecht       |
| 22 settembre 2021 |                 |                     |
| ADO '20           | 2 – 1           | Koninklijke HFC     |
| OSS '20           | 2 – 1           | HSC '21             |
| Gemert            | 3 – 1           | TEC VV              |
| GVV Unitas        | 1 – 0           | Ter Leede           |
| Hoogland          | 0 – 1           | Westlandia          |
| Kozakken Boys     | 2 – 0           | Groene Ster         |
| OFC Oostzaan      | 0 – 2 (dts)     | Excelsior Maassluis |
| Spakenburg        | 5 – 2           | UNA                 |
| Staphorst         | 3 – 1           | Dongen              |
| USV Hercules      | 1 – 1 (3-4 dtr) | ACV                 |

## Fase finale

### Primo turno
Al primo turno partecipano 54 squadre: 25 vincitrici del secondo turno preliminare, 16 squadre della Eerste Divisie e 13 della Eredivisie, eccetto le cinque squadre qualificate alle competizioni europee per club.
| Squadra 1        | Risultato       | Squadra 2           |
| ---------------- | --------------- | ------------------- |
| 26 ottobre 2021  |                 |                     |
| SteDoCo          | 0 – 5           | Utrecht             |
| ACV              | 0 – 3           | MVV                 |
| ASWH             | 1 – 3           | Heracles Almelo     |
| DVS '33          | 2 – 1           | Eindhoven           |
| Volendam         | 0 – 3           | Emmen               |
| Kozakken Boys    | 1 – 2 (dts)     | Telstar             |
| Roda JC          | 2 – 1           | Den Bosch           |
| Spakenburg       | 3 – 0           | Dordrecht           |
| Sparta Nijkerk   | 0 – 2           | ADO Den Haag        |
| PEC Zwolle       | 4 – 1           | De Graafschap       |
| NAC Breda        | 1 – 1 (4-2 dtr) | VVV-Venlo           |
| 27 ottobre 2021  |                 |                     |
| OSS '20          | 0 – 2           | Twente              |
| Achilles Veen    | 4 – 0           | GVV Unitas          |
| ADO '20          | 2 – 3 (dts)     | Barendrecht         |
| AFC              | 1 – 2           | Heerenveen          |
| Almere City      | 0 – 2           | Go Ahead Eagles     |
| Capelle          | 0 – 3           | N.E.C.              |
| De Treffers      | 2 – 2 (6-5 dtr) | Rijnsburgse Boys    |
| GVVV             | 0 – 2           | Sparta Rotterdam    |
| Harkemase Boys   | 2 – 1 (dts)     | DOVO                |
| IJsselmeervogels | 0 – 3           | Excelsior           |
| Fortuna Sittard  | 3 – 0           | TOP Oss             |
| Staphorst        | 0 – 3           | Gemert              |
| Westlandia       | 2 – 5           | Excelsior Maassluis |
| Groningen        | 4 – 0           | Helmond Sport       |
| 28 ottobre 2021  |                 |                     |
| Ajax Amateurs    | 0 – 5           | Cambuur             |
| RKC Waalwijk     | 3 – 0           | Willem II           |

### Secondo turno
Al secondo turno partecipano 32 squadre: 27 vincitrici del primo turno e 5 squadre qualificate alle competizioni europee per club.
| Squadra 1        | Risultato   | Squadra 2           |
| ---------------- | ----------- | ------------------- |
| 14 dicembre 2021 |             |                     |
| ADO Den Haag     | 4 – 2       | Gemert              |
| PEC Zwolle       | 4 – 0       | MVV                 |
| Emmen            | 0 – 1       | Excelsior Maassluis |
| NAC Breda        | 3 – 2       | Utrecht             |
| Telstar          | 5 – 3 (dts) | Spakenburg          |
| 15 dicembre 2021 |             |                     |
| AZ Alkmaar       | 4 – 1       | Heracles Almelo     |
| Harkemase Boys   | 0 – 5       | RKC Waalwijk        |
| Twente           | 2 – 1 (dts) | Feyenoord           |
| Vitesse          | 2 – 1       | Sparta Rotterdam    |
| Excelsior        | 2 – 4 (dts) | Groningen           |
| Ajax             | 4 – 0       | Barendrecht         |
| Go Ahead Eagles  | 2 – 0       | Roda JC             |
| PSV              | 2 – 0       | Fortuna Sittard     |
| 16 dicembre 2021 |             |                     |
| Cambuur          | 1 – 2       | N.E.C.              |
| Achilles Veen    | 0 – 2       | DVS '33             |
| Heerenveen       | 2 – 0       | De Treffers         |

### Ottavi di finale
| Squadra 1       | Risultato   | Squadra 2           |
| --------------- | ----------- | ------------------- |
| 18 gennaio 2022 |             |                     |
| RKC Waalwijk    | 4 – 2 (dts) | ADO Den Haag        |
| Vitesse         | 2 – 0       | DVS '33             |
| Heerenveen      | 0 – 1       | Go Ahead Eagles     |
| 19 gennaio 2022 |             |                     |
| Groningen       | 1 – 2       | N.E.C.              |
| NAC Breda       | 2 – 1       | PEC Zwolle          |
| Twente          | 1 – 2       | AZ Alkmaar          |
| 20 gennaio 2022 |             |                     |
| PSV             | 2 – 1       | Telstar             |
| Ajax            | 9 – 0       | Excelsior Maassluis |

### Quarti di finale
| Squadra 1        | Risultato | Squadra 2       |
| ---------------- | --------- | --------------- |
| 8 febbraio 2022  |           |                 |
| PSV              | 4 – 0     | NAC Breda       |
| 9 febbraio 2022  |           |                 |
| Ajax             | 5 – 0     | Vitesse         |
| RKC Waalwijk     | 0 – 4     | AZ Alkmaar      |
| 10 febbraio 2022 |           |                 |
| N.E.C.           | 0 – 2     | Go Ahead Eagles |

### Semifinali
| Squadra 1       | Risultato | Squadra 2 |
| --------------- | --------- | --------- |
| 2 marzo 2022    |           |           |
| Go Ahead Eagles | 1 – 2     | PSV       |
| 3 marzo 2022    |           |           |
| AZ Alkmaar      | 0 – 2     | Ajax      |

### Finale
| Arbitro: | Danny Makkelie |

|                            |           |                 |
| É. Gutiérrez 48’ Gakpo 50’ | Marcatori | 23’ Gravenberch |